# Біґ-Салмон (річка, Нью-Брансвік)
Річка Біґ-Салмон — 28-кілометрова річка в південно-східній провінції Нью-Брансвік, Канада.

## Течія
Річка Біґ-Салмон витікає з високого озера Волтон-Лейк (220 м н.р.м.), на південний захід від Сассекса. Тече переважно в південно-південно-західному напрямку. 5 км вище гирла, Північно-Західна гілка Біг-Салмон-Рівер зустрічається з Біг-Салмон-Рівер, що йде справа. Зрештою вона впадає в затоку Фанді поблизу Сент-Мартінса. Річка протікає через округи Кіґс і Сент-Джон. Річка є кінцевою станцією маршруту Фанді.

## Гідрологія
Річка Біґ-Салмон має водозбірний басейн 287 км². Середній стік 11,8 м³/с. У квітні та травні річка несе найбільшу кількість води в середньому від 20,4 і до 26,6 м³/с відповідно.

## Вебпосилання
- Фанді Трейл Парквей
- «Big Salmon River». GeoNames, п. тобто Інтернет. 14 березня 2016 р
- Річка Біґ-Салмон у відділі природних ресурсів Канади: назви місць, доступ 16 березня 2016 року

## Подальше читання
1. ↑  Government of Canada: Historical Hydrometric Data Search Results: Station 01BV008